# ATP de Banja Luka
O ATP de Banja Luka – ou Srpska Open, na última edição – foi um torneio de tênis profissional masculino, de categoria ATP 250.
Realizado em Banja Luka, no norte da Bósnia e Herzegovina, estreou em 2023 para apenas uma edição, em substituição a Belgrado. Os jogos eram disputados em quadras de saibro durante o mês de abril.

## Finais

### Simples
| Ano  | Campeão       | Vice-campeões | Resultado     |
| ---- | ------------- | ------------- | ------------- |
| 2023 | Dušan Lajović | Andrey Rublev | 6–3, 4–6, 6–4 |

### Duplas
| Ano  | Campeões                   | Vice-campeões                         | Resultado |
| ---- | -------------------------- | ------------------------------------- | --------- |
| 2023 | Jamie Murray Michael Venus | Francisco Cabral Aleksandr Nedovyesov | 7–5, 6–2  |